# Seth Andrews
Seth Andrews (né le 12 avril 1968) est un activiste américain, auteur et conférencier sur le sujet de l'athéisme. Il est le créateur et l'hôte de la communauté en ligne, du podcast, et de la chaîne YouTube The Thinking Atheist, et l'auteur des livres auto-publiés tels que Deconverted and Sacred Cows. Avant son activisme athée, il était un chrétien fondamentaliste et avait une carrière en tant qu'animateur de radio chrétienne pendant 10 ans,. 

## Jeunesse
Seth Andrews est né à Tulsa, dans l'Oklahoma, dans une famille chrétienne, avec des parents qui ont étudié la théologie, et a été baptisé à la Eastwood Baptist Church. Lorsque ses cours à l'école publique sont entrés en conflit avec les enseignements religieux qu'il avait reçus à la maison, ses parents l'ont transféré à la petite école chrétienne Temple, puis à la Eastwood Baptist School. En tant que leader étudiant, il a participé avec enthousiasme aux fonctions scolaires et aux activités religieuses, y compris les services religieux hebdomadaires, le conseil des étudiants et la branche locale de Youth for Christ, pour lesquels il était porte-parole,.

## Carrière d'animateur radio
Andrews était un amateur de musique chrétienne contemporaine. Il a animé l'émission Morning Show sur la station de radio chrétienne KXOJ-FM de 1990 à 2000. 
La mort de Rich Mullins en 1997 a semé la première graine du doute dans son esprit vis à vis de ses croyances religieuses. La mort de l'auteur-compositeur chrétien dans un accident de la circulation a été difficile à concilier avec la compréhension qu'Andrews avait des principes du christianisme. Il a ensuite commenté: « Alors que je parlais de réconfort à nos auditeurs et à nos interlocuteurs, j'ai eu du mal à concilier l'idée que le Dieu de Matthieu 10, celui qui nous considérait comme valant "plus que de nombreux moineaux", concevrait ou respecterait la prise de la vie terrestre de Mullins d'une manière si inutile et horrible ». Cet événement a été un tournant pour lui, et il a commencé un long et lent voyage vers l'apostasie. Les événements du 11 septembre 2001 ont également joué un rôle crucial dans le renforcement de ses doutes sur la religion.

## The Thinking Atheist
En 2004, Andrews a vu la vidéo de Christopher Hitchens discutant du rabbin Shmuley Boteach, qui l'a incité à quitter sa foi. En 2008, il a finalement dit à sa famille et à ses amis qu'il était athée. Ne trouvant aucune communauté athée dans sa région, il a décidé de construire une communauté athée en ligne. 
Il a créé un site Web et une page Facebook, tous deux appelés The Thinking Atheist, pour se connecter avec d'autres non-croyants en ligne et « partager certaines des informations que j'avais trouvées utiles dans l'espoir de rendre le voyage hors de la superstition (religion) plus facile pour les autres ». Il considère que le site Web est un lieu qui permet aux gens de réfléchir sur leurs doutes, et de remettre en question leur foi. 
Seth Andrews est également l'hôte du podcast hebdomadaire The Thinking Atheist, qui vise à contester les stéréotypes qui décrivent les athées comme en colère, ou les religieux comme stupides. De plus, il possède une chaîne YouTube intitulée The Thinking Atheist, qui héberge de nombreuses vidéos autoproduites liées à l'athéisme. Il y démystifie les revendications des chrétiens, et parle également en public de l'athéisme.

## Livres
Seth Andrews a écrit deux livres auto-publiés, Deconverted (2012) et Sacred Cows (2015). 
En décembre 2012, il a auto-publié son livre autobiographique Deconverted: A Journey From Religion To Reason, détaillant son voyage hors de la religion et comment il est devenu un activiste athée,. En plus de parler de son apostasie, il raconte sa vie dans la Bible Belt, et son passé de disc jockey pour une station de radio chrétienne. Il y explique enfin comment et pourquoi il a créé la communauté Thinking Atheist . 
Le paléontologue Donald Prothero a commenté le livre en indiquant : « Andrews écrit dans un style folklorique amical et détendu, comme si vous l’entendiez en direct, et il convient bien à son humble récit. Il est un bon conteur et causeur, non seulement dans son travail à la radio, mais aussi sur la page imprimée... Le livre d'Andrews est une lecture courte mais très agréable. Il est particulièrement intéressant pour quiconque a fait un parcours similaire de la foi à la non-croyance, ou souhaite comprendre comment ce processus fonctionne ». 

### Sacred Cows(Vaches sacrées)
En juin 2015, il a auto-publié son deuxième livre, Sacred Cows: A Lighthearted Look to Belief and Tradition Around the World. Il y identifie des idées, des croyances et des traditions que diverses cultures considèrent comme saintes, soulignant que les idées doivent être examinées de manière critique plutôt que suivies d'une foi aveugle. 
Dans une critique pour le magazine américain Skeptic, Donald Prothero écrit que « Prenant un ton légèrement incrédule, Andrews passe en revue une longue litanie des choses étranges que les gens croient et font. Dans la plupart des cas, il essaie d'être sympathique et compréhensif. Il essaie toujours de garder les choses en perspective et de rappeler à ses lecteurs qu'il a déjà accepté des croyances qui lui semblent étranges maintenant. Mais dans d'autres cas, il est impossible de ne pas adopter une note de sarcasme et de moquerie à des croyances qui sont clairement folles ».

## Reconnaissance
- En 2012, The Thinking Atheist a été élu site Web préféré des agnostiques / athées de 2012, remportant le prix About.com Reader's Choice[15],
- En 2013, il a reçu le prix Evolve pour l'excellence pour un podcast de The Thinking Atheist, avec pour explication à la remise de ce prix : « Andrews s'attaque aux problèmes du monde, de l'athéisme et de la religion, tout en montrant qu'une personne peut être athée sans être grincheuse »[16].

## Avis sur la religion
En 2014, Seth Andrews a déclaré à l'Arizona Daily Sun : « J'étais un vrai croyant, et quand j'ai atteint l'âge de 37 ans, mes doutes sur ma foi ont atteint une masse critique, et, pour la première fois de ma vie, j'ai commencé à examiner ce que j'avais tenu pour vrai ». À propos de son récent activisme, il a déclaré: « Je ne suis pas un ennemi des religieux, mais je vais être honnête et dire que je suis un ennemi de la religion ».
Lorsqu'on lui a demandé par AlterNet quel était son verset favori de la Bible, il a répondu qu'il s'agissait probablement de Romains 12: 9, qui indique que « L' amour doit être sincère. Détestez ce qui est mal; accrochez-vous à ce qui est bon ». Il a expliqué que « Le message ici n'est pas révolutionnaire (et n'exige certainement pas de pouvoirs divins pour être formulé), mais je le trouve admirable: ne soyez pas faux. Poursuivez ce qui produit un résultat positif, pour vous et pour les autres. Tenez le mal avec mépris. Bien sûr, je ne lie pas une connotation surnaturelle au mot «mal», mais je vois plutôt le mal comme une action ».